# عماد عبد الحليم
عماد عبد الحليم (4 فبراير 1960 - 20 أغسطس 1995)، مغني وممثل مصري.

## حياه
ولد عماد الدين في محافظة الإسكندرية، أطلق عليه لقب «عبد الحليم» لأن المطرب عبد الحليم حافظ سمعه في إحدى اللقاءات وهو يغني في حفل زفاف الطبيب الخاص لعبد الحليم في شقته بالإسكندرية فذهب مسرعاً للصبي عماد فقابله أخوه الموسيقار والمحلن محمد علي سليمان وقال له كم سن عماد ؟ قال له 12 سنة قال سآخذه وأتبناه بكل معاني التبني مادياً ومعنوياً.
سافر عماد الدين مع عبد الحليم حافظ و عرضه على أسرته فوافقت أسرة حليم تبنيه وتعلم منه أصول الغناء والفن الشرقي وقرروا إطلاق لقب عبد الحليم للطفل عماد.
إتخذ إسلوبه في الغناء وهو عم المطربة أنغام، لمع في قصر الثقافة بالإسكندرية، وعمل في الإذاعة كمطرب وممثل، قام ببطولة مسلسل – الضباب تمثيل صلاح منصور وإبراهيم عبد الرازق و كريمة مختار وهناء ثروت وخالد زكي وليلى حمادة وأيضاً مسلسل العندليب الأسمر تمثيل أحمد ماهر وحسين الشربيني وفردوس عبد الحميد وكلا المسلسلين مشتقين من قصص لعبد الحليم حافظ الأب الروحي للكروان عماد عبد الحليم فمثل الضباب عن قصة يتم عبد الحليم وغربته بعد وفاة أمه وقصة المسلسل الثاني العندليب الأسمر فهي قصه حياة عبد الحليم حافظ .
مثل المطرب عماد عبد الحليم عدة أفلام منها كرامتي مع سعيد صالح ونجوى إبراهيم وفيلم عذاب الحب مع مديحة كامل وصلاح نظمي و فاروق الفيشاوي وفيلم الإخوة الغرباء مع فريد شوقي و شويكار و آثار الحكيم و زهرة العلا و وحيد سيف و وجدي العربي كما حلَّ عماد عبد الحليم ضيف شرف في فيلم مذبحة الشرفاء بطولة يحيى شاهين فكان نجمه ساطعاً مع امتلاكه صوتاً جميلاً.
كما مثل آخر أفلامه قبل وفاته وهو فيلم الطريق عام 1996 مع شيرين سيف النصر ومحمد متولي وإنعام سالوسة وهاني رمزي وشريف منير ومنى زكي وتأليف و سيناريو و حوار محمد سليمان وإخراج كريم ضياء الدين وغنى في الفيلم أغنية شفت إزاي من كلمات بخيت بيومي وألحان صلاح الشرنوبي وتوزيع محمد مصطفى.
أشهر أغنية له أغنية أمي وأغنية ليه حظي معاكي يا دنيا كده. كما غنى لأبيه الروحي عبد الحليم عدة أغاني منها قارئة الفنجان وصافيني مرة وبتلوموني ليه وأهواك وأغنية من غير ليه التي غناها ولحنها الموسيقار محمد عبد الوهاب في حفل كامل لعماد عبد الحليم 14 ألبوماً منها اثنان لعبد الحليم والباقي له أولها ألبوم ألوان وآخرها ألبوم مقسومالي وكان عام 1994/م ومن أشهر ألبوامته الضباب الذي فيه أغاني ((يتيم صادني الهوى - طريق الأحباب - مسيك بالخير - وبعدين وياكي))... لقب بعدة ألقاب سماها له جمهوره منها الملاك الجميل وفتى النيل الأسمر والبلبل الحزين والكروان الحساس لأنه كان يتمتلك إحساساً عالياً في صوته.

## وفاته
عثر المارة في شارع البحر الأعظم بالجيزة، يوم الجمعة الموافق 20 أغسطس 1995، على جثته ملقاة على الرصيف المقابل لمنزله ، وبجواره حقنة مريبة ، بينت التحقيقات بعدها تلوثها بالهروين.

## أعماله الفنية

### أفلام
- 1992: مذبحة الشرفاء
- 1980: الإخوة الغرباء
- 1980: عذاب الحب
- 1979: حياتي عذاب
- 1979: كرامتي
- 1975: وانتهى الحب

### مسلسلات
- 1994: سر الأرض
- 1979: العندليب الأسمر
- 1977: الضباب

### مسرحيات
- 1994: خيل الحكومه
- 1993: النهارده اخر جنان
- 1992: للسيدات فقط
- 1988: نعم ولا
- 1980: ممنوع دخول الستات
- 1983: الوطنيين

## وصلات خارجية
- عماد عبد الحليم على موقع قاعدة بيانات الأفلام العربية
- عماد عبد الحليم على موقع ميوزك برينز (الإنجليزية)